# Phaisura unicolor
Phaisura unicolor är en stekelart som först beskrevs av Morley 1919.  Phaisura unicolor ingår i släktet Phaisura och familjen brokparasitsteklar. Inga underarter finns listade i Catalogue of Life.